# Alexandra Billings
Alexandra Scott Billings (Schaumburg, 28 marzo 1962) è un'attrice e attivista statunitense, attiva in campo teatrale, televisivo e cinematografico.

## Biografia
Alexandra Billings è una donna transgender nata a Schaumburg e ha origini europee, afroamericane e native. Il padre Robert era direttore d'orchestra del Los Angeles Civic Light Opera, dove Billings ha lavorato da giovane come assistente di star come Yul Brynner e Carol Burnett.
Attiva sulle scene teatrali di Chicago dagli anni ottanta, Alexandra Billings ha recitato sia in opere di prosa che musical, interpretando, tra le altre, la protagonista Rose in Gypsy: A Musical Fable (2001). Nel 2020 ha fatto il suo debutto a Broadway nel musical Wicked, interpretando Madame Morrible; la Billings è la prima attrice transgender a recitare nel musical.
Molto attiva sul piccolo schermo, Alexandra Billings è nota per essere stata la seconda persona trans ad interpretare un personaggio transgender in televisione, quello di Donna in Romy & Michelle - Quasi ricche e famose. Inoltre ha interpretato ruoli ricorrenti in numerose serie televisive, tra cui E.R. - Medici in prima linea, Grey's Anatomy, Transparent Le regole del delitto perfetto e Non ho mai....
Oltre all'attività recitativa, Alexandra Billings insegna teatro all'University of Southern California ed è un'attivista per i diritti delle persone LGBTQ+.
Billings è sposata con Chrisanne Blankenship dal 1995. Nel 2003 ha dichiarato di essere sieropositiva all'HIV dal 1985.

## Filmografia parziale

### Cinema
- Paddleton, regia di Alex Lehmann (2019)
- Disclosure (Disclosure: Trans Lives on Screen), regia di Sam Feder (2020)

### Televisione
- E.R. - Medici in prima linea (ER) - serie TV, episodio 11x10 (2005)
- Romy & Michelle - Quasi ricche e famose (Romy and Michele: In the Beginning), regia di Robin Schiff - film TV (2005)
- Grey's Anatomy – serie TV, episodio 3x07 (2006)
- Eli Stone - serie TV, episodio 2x09 (2008)
- Transparent - serie TV, 24 episodi (2014-2019)
- Le regole del delitto perfetto (How To Get Away With Murder)  serie TV, 2x6 (2015)
- Golia (Goliath) - serie TV, 5 episodi (2018)
- Elena, diventerò presidente (Diary of a Future President) - serie TV, 2 episodi (2020)
- The Conners - serie TV, 6 episodi (2020-2021)
- The Rookie - serie TV, episodio 3x13 (2021)
- Non ho mai... (Never Have I Ever) - serie TV, 3 episodi (2021)
- Inverso - The Peripheral (The Peripheral) – serie TV, 3 episodi (2022)

## Teatro (parziale)
- Gypsy: A Musical Fable, libretto di Arthur Laurents, colonna sonora di Jule Styne, testi di Stephen Sondheim. Bailiwick Arts Center di Chicago (2001)
- The Mystery of Edwin Drood, colonna sonora e libretto di Rupert Holmes, regia di Douglas R. Clayton. Sacred Fools Theatre di Los Angeles (2007)
- The Ritz di Terrence McNally, regia di John Nasca. Theatre Building Chicago di Chicago (2007)
- The Nap di Richard Bean, regia di Daniel Sullivan. Samuel J. Friedman Theatre di Broadway (2018)
- Wicked, libretto di Winnie Holzman, colonna sonora di Stephen Schwartz, regia di Joe Mantello. Gershwin Theatre di Broadway (2020)

## Doppiatrici italiane
Nelle versioni in italiano delle opere in cui ha recitato, Alexandra Billings è stata doppiata da:
- Antonella Giannini in Golia, Non ho mai..., Inverso - The Peripheral
- Massimo Di Benedetto in Transparent
- Luisa Ziliotto in Transparent Musicale Finale
- Alessandra Cassioli ne Le regole del delitto perfetto
- Patrizia Giangrand in The Rookie